# Macaulay Culkin

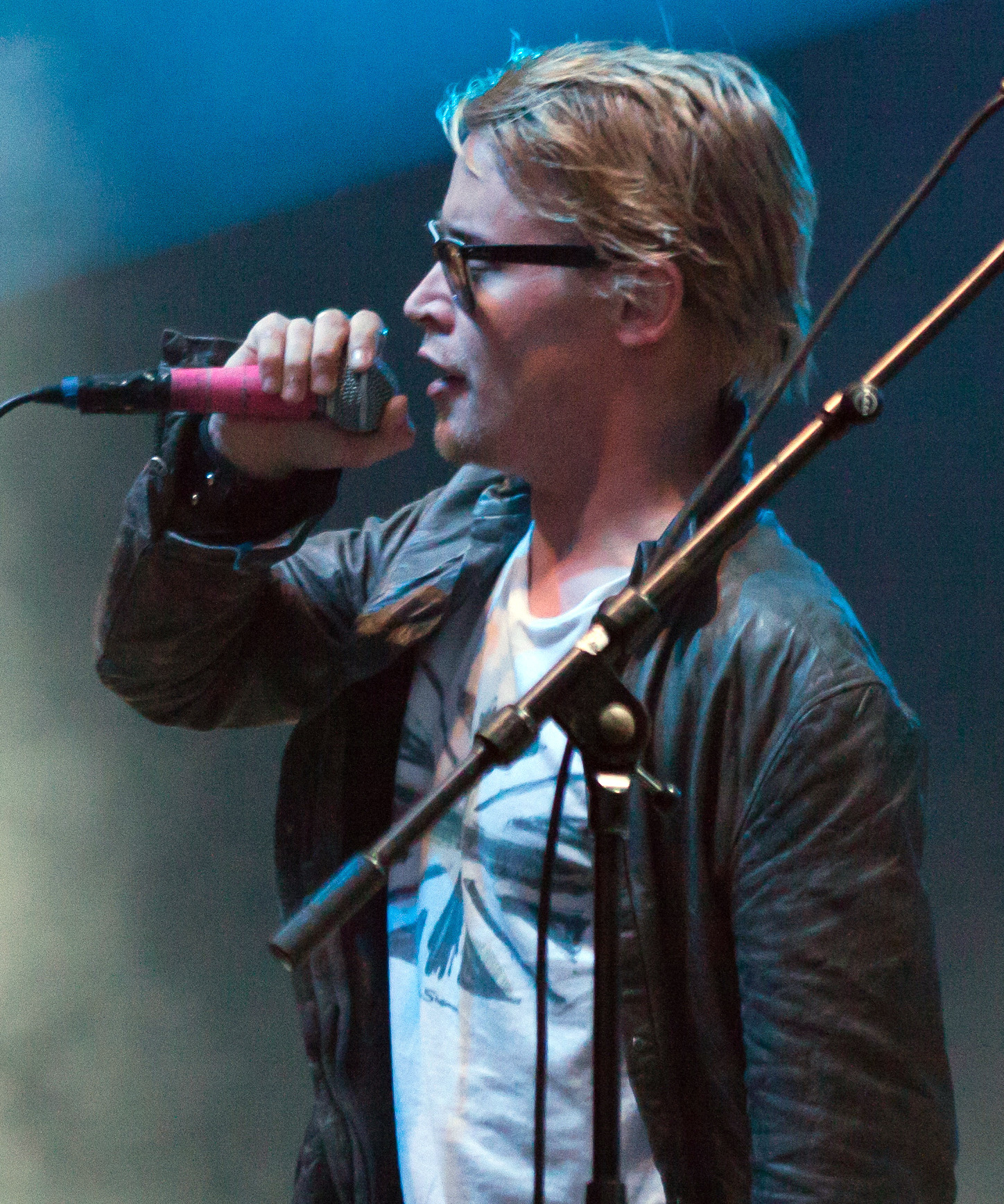
Macaulay Culkin in Berlin (2010)

Macaulay Macaulay Culkin Culkin (geb. Macaulay Carson Culkin, * 26. August 1980 in New York City, New York) ist ein US-amerikanischer Schauspieler und Sänger. Anfang der 1990er Jahre war er einer der international bekanntesten Kinderdarsteller im Filmbereich, insbesondere durch seine Rolle als Kevin in Kevin – Allein zu Haus und Kevin – Allein in New York.

## Leben
Culkin wurde als Sohn des Filmschauspielers Christopher Cornelius „Kit“ Culkin und von Patricia Brentrup geboren. Fünf seiner sechs Geschwister sind ebenfalls Schauspieler, darunter Kieran und Rory. Er ist der Neffe der Schauspielerin Bonnie Bedelia und der Pate von Michael Jacksons Tochter Paris.
Im Alter von vier Jahren stand Culkin in dem Theaterstück Bach Babies in New York City erstmals auf der Bühne. Nach einigen weiteren Bühnenauftritten erlebte er 1988 sein Kinodebüt im Film Rocket Gibraltar – Ein letztes verrücktes Wochenende!, gedreht unter der Regie von Daniel Petrie mit dem Hauptdarsteller Burt Lancaster. Der Durchbruch als Schauspieler gelang Culkin mit seiner Rolle im Spielfilm Allein mit Onkel Buck (1989).

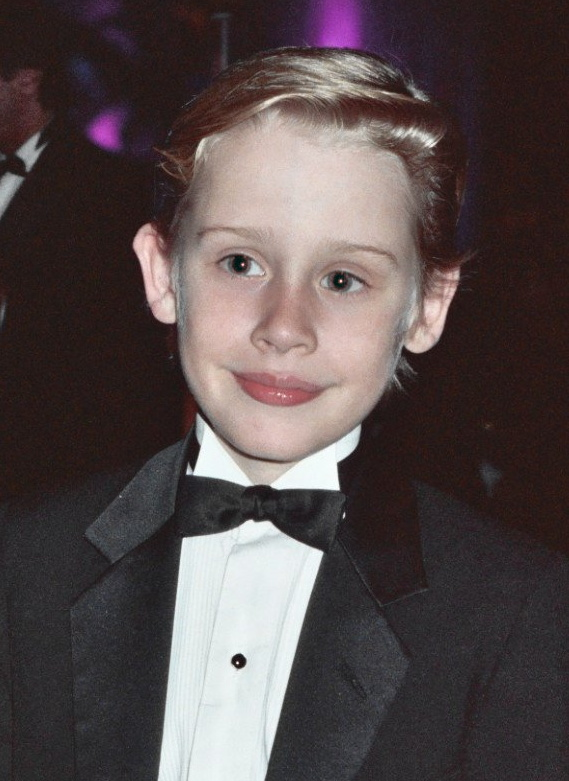
Culkin (1991)

Dank der erfolgreichen Familienkomödien Kevin – Allein zu Haus (1990) und Kevin – Allein in New York (1992) – beide Filme unter der Regie von Chris Columbus – stieg seine Popularität beim US-amerikanischen Publikum weiter. 1993 stellte Culkin neben Elijah Wood in Joseph Rubens Thriller Das zweite Gesicht (The Good Son) einen Jungen dar, der anderen Menschen nach dem Leben trachtet, und spielte so seine erste ernstere Rolle. Es gelang ihm jedoch nicht mehr, an alte Erfolge anzuknüpfen. Hinzu kam das Problem vieler ehemaliger Kinderstars, mit zunehmendem Erwachsenwerden aus dem festgelegten Rollenbild herauszuwachsen und nur mit Schwierigkeiten in ein neues hineinzufinden.
In dem Musikvideo Black or White (1991) des Popstars Michael Jackson (einer Singleauskopplung aus seinem Album Dangerous) hatten Culkin und die Schauspieler George Wendt und Peggy Lipton Gastauftritte; die Regie führte John Landis. Am 14. November 1991 lief es zum ersten Mal im Fernsehen; es wurde zeitgleich in 27 Ländern gesendet und von ca. 500 Millionen Menschen gesehen. Somit war es vor der Zeit von YouTube eines der weltweit am meisten gesehenen Musikvideos.
Im Alter von 14 Jahren erlebte Culkin einen Trennungskrieg seiner Eltern, der auch sein Sorgerecht zum Gegenstand hatte. Culkin beschrieb, dass sein Vater, der stets als sein Manager agierte, in seiner Kindheit grausam und gewalttätig gewesen sei. Er habe das Gefühl gehabt, dass sein Vater eifersüchtig gewesen war, da sein Sohn alles, was er in seinem Leben zu erreichen versuchte, schon erreicht hatte, bevor er 10 Jahre alt war.
Der ausbleibende darstellerische Erfolg zog sich auch durch spätere Filme wie Allein mit Dad & Co (1994) oder Richie Rich (1994), für den Culkin 1995 für die Goldene Himbeere für die schlechteste schauspielerische Leistung nominiert wurde.
Erst 2002/03 setzte Culkin mit Party Monster seine Tätigkeit als Schauspieler fort. 2004 wirkte er in dem Film Saved! – Die Highschool-Missionarinnen mit.
2008 starb Culkins Schwester Dakota bei einem Verkehrsunfall.
Culkin ist Begründer und Autor der Webseite Bunnyears.com, laut eigener Aussage einer Hommage an Life-Style-Magazine und die satirische Nachrichtenorganisation „The Onion“.
Seit 2015 ist Culkin in unregelmäßigen Abständen als Gast in den Online-Produktionen Half in the Bag, Re:View und Best of the Worst von Red Letter Media zu sehen.
2018 hatte Culkin einen Gastauftritt in einem Webvideo des Youtubers Angry Video Game Nerd (James Rolfe). Gemeinsam spielten diese alte Home Alone-Videospiele und kritisierten diese auf humorvolle Weise.

## Musik
Seit 2013 ist Culkin mit der US-amerikanischen Comedy-Rock-Band The Pizza Underground aktiv. Die Band erlangte internationale Aufmerksamkeit mit ihren Coverversionen von Stücken Lou Reeds und von The Velvet Underground, deren Texte sie so veränderte, dass es in den Liedern um „Pizza“ ging.
Mitglieder der Band sind, neben Culkin, die Folk-Sängerin Phoebe Kreutz, der Trompeter Matt Colbourn, die Journalistin Deenah Vollmer sowie der Künstler Thomas Bayne. Sie sind in der oder um die New Yorker Antifolk-Szene aktiv. Aus einem Jux heraus ersetzten die befreundeten Bandmitglieder Worte in Velvet-Underground-Songs durch Worte aus dem Themenfeld „Pizza“. So entstanden absurde Reime und Geschichten. Aus dem Velvet-Underground-Lied All Tomorrow’s Parties wurde so All Pizza Parties, aus dem Lied Femme Fatale wurde Pizza Gal und aus Lou Reeds Walk on the Wild Side wurde Take a Bite of the Wild Slice.
Als multimediales Bandprojekt veröffentlichte The Pizza Underground zudem Videos, die ebenfalls die Motive The Velvet Underground und Pizza miteinander verbanden. So parodierte die Band das Video des Künstlers und Velvet-Underground-Managers Andy Warhol Andy Warhol Eats a Burger in ihrem Video Macaulay Culkin Eating a Slice of Pizza.

## Kunst
Culkin ist als Teil des Künstlerkollektivs 3 MB aktiv, das aus ihm und den New Yorker Musikern Adam Green und Toby Goodshank besteht. Zudem ist Culkin Teil des Kollektivs Four Gods and a Baby. Es besteht aus Culkin, Green, Goodshank und Thomas Bayne. Die Künstlergruppe arbeitet bildend und mit verschiedenen Medien. Unter anderem drehten und konzipierten sie mit und für Father John Misty das offizielle Musikvideo zu Mistys Song Total Entertainment Forever.

## Privates
Am 21. Juni 1998 heiratete Culkin seine Schauspielkollegin Rachel Miner. Die Ehe wurde am 5. August 2002 geschieden. Mit ihr ist er im 1998 erschienenen Musikvideo zu Sunday der No-Wave-/Noise-Rock-Band Sonic Youth zu sehen. Zwischen 2002 und Januar 2011 war Culkin mit der Schauspielerin Mila Kunis liiert. Seit 2017 ist er mit der Schauspielerin Brenda Song in einer Beziehung. Am 5. April 2021 wurde Macaulay Culkin zum ersten Mal Vater. Der Name seines Sohnes, Dakota, ist eine Reverenz an seine im Jahr 2008 verstorbene Schwester Dakota. Ende 2022 wurde Culkins und Songs zweites Kind geboren. Im Dezember 2018 verkündete Culkin, dass er seinen zweiten Vornamen von Carson zu Macaulay Culkin ändern lassen würde, nachdem seine Fans über seine Website abstimmen durften. Seit 2019 ist sein vollständiger Name „Macaulay Macaulay Culkin Culkin“.

## Ehrungen
Culkin wurde am 1. Dezember 2023 auf dem Hollywood Walk of Fame in Los Angeles mit einem Stern in der Kategorie Film ausgezeichnet.

## Filmografie (Auswahl)
- 1985: Creeps – Eine unheimliche Geisternacht (The Midnight Hour, Fernsehfilm)
- 1988: Der Equalizer – Der Schutzengel von New York (Fernsehserie, Episode 3.15)
- 1988: Rocket Gibraltar (Rocket Gibraltar)
- 1989: Zweites Glück (See You in the Morning)
- 1989: Allein mit Onkel Buck (Uncle Buck)
- 1990: Jacob’s Ladder – In der Gewalt des Jenseits (Jacob’s Ladder)
- 1990: Kevin – Allein zu Haus (Home Alone)
- 1991: Mama, ich und wir zwei (Only the Lonely)
- 1991: Michael Jackson – Black or White (Musikvideo)
- 1991: My Girl – Meine erste Liebe (My Girl)
- 1992: Kevin – Allein in New York (Home Alone 2: Lost in New York)
- 1993: Das zweite Gesicht (The Good Son)
- 1993: Der Nußknacker (George Balanchine’s The Nutcracker)
- 1994: Allein mit Dad & Co (Getting Even with Dad)
- 1994: Der Pagemaster – Richies fantastische Reise (The Pagemaster)
- 1994: Richie Rich (Ri¢hie Ri¢h)
- 1994: Frasier (Fernsehserie, Folge 2x11 Stimme)
- 1998: Sonic Youth – Sunday (Musikvideo)
- 2003: Party Monster
- 2003: Will & Grace (Fernsehserie, Episode 5.22)
- 2004: Foster Hall (Kurzfilm)
- 2004: Saved! – Die Highschool-Missionarinnen (Saved!)
- 2004: Jerusalemski sindrom
- 2005–2010: Robot Chicken (Fernsehserie, 5 Episoden)
- 2007: Sex and Breakfast
- 2009: Kings (Fernsehserie, 5 Episoden)
- 2011: The Wrong Ferrari, A Screwball Tragedy
- 2015–2016: The Jim Gaffigan Show (Fernsehserie, 8 Episoden)
- 2016: Adam Green’s Aladdin
- 2019: Changeland
- 2019: Dollface (Fernsehserie, 1 Episode)
- 2021: American Horror Story: Double Feature (Fernsehserie, 5 Episoden)
- 2022: The Righteous Gemstones (Fernsehserie, 2 Episoden)